# 天野将典
天野 将典（あまの まさのり）は、日本の社会活動家・慈善家。一般財団法人ゆめいく代表理事。元日本駆け込み寺代表理事。

## 経歴
2022年6月、あらゆる悩みの相談を受けつける、日本駆け込み寺の代表理事に就任。同年、同団体の創設者・玄秀盛らと「これからの駆け込み寺」について話した。このイベントでは、笑福亭鶴瓶からのビデオメッセージも上映された。
2023年には引きこもりの更生について、子と食事を作ってくれる親を離し、インフラも止めることで家を出ざるを得なくなるという方法を話した。同年、トー横が居場所であると勘違いしている若者たちについてはなし、自身はトー横で亡くなっている人を見かけたことを明かした。
2024年、日本駆け込み寺代表理事退任。翌年、一般財団法人ゆめいくの代表理事に就任。
一般社団法人であるONE ARTの理事も務め、人それぞれが持つ個性から可能性を発掘する活動を行っている。
DVや借金、家出、いじめ、ストーカー被害など、さまざまなな悩みに相談を行っている。

## ニュース
- 2024年12月8日 トー横キッズが見た能登半島「僕たちと似ている部分がある」　居場所を失った被災者に自らを重ね[4]

- 2024年12月15日 トー横キッズが芋掘り、歌舞伎町の外の世界に「触れさせたい」 新支援団体の代表が掲げる「裏テーマ」[5]